# Wilfred Lionarons
Wilfred Humphrey Lionarons (Paramaribo, 5 mei 1925 - Eijsden, 2 mei 2015) was een Surinaams journalist, radiopionier, uitgever en ondernemer.

## Biografie

### Opleiding
Terwijl hij een studie aan de Geneeskundige School in Paramaribo bijna voltooid had, vertrok hij naar Amsterdam, Nederland, voor een vervolgstudie in Perswetenschappen. Deze overstap maakte hij omdat hem twee dingen écht interesseerden: het schrijven van artikelen voor De Stethoscoop – het maandblad van de Geneeskundige School – en het wekelijks voorlezen van de medische bulletins voor de AVROS (Algemene Vereniging Radio Omroep Suriname).

### Radio
Terug in Suriname werd hij in 1952 directeur van de AVROS. Naar voorbeeld van de VS voerde hij horizontale programmering in, met dagelijkse soaps (waaronder Linda's eerste liefde), verzoekplaatjes tegen betaling voor feestelijke gebeurtenissen) en nieuwsbulletins.
Toen het bestuur hem verbood de regeringsoppositie ruimte op de radio te geven voor het uiten van hun mening, stapte hij bij de AVROS op en richtte hij zijn eigen omroepstation op. In 1957 werd hij directeur van piratenzender en de tweede Surinaamse radio-omroep Radio Paramaribo (RAPAR), en korte tijd later ook eigenaar, tot de verkoop in 1976 aan de rechtsopvolger Rapar Broadcasting Network (Rapar).

### De Vrije Stem
Op 9 oktober 1960 werd door het weekblad De Vrije Stem naar buiten gebracht dat Lionarons de nieuwe uitgever en hoofdredacteur was geworden, na onvoldoende succes onder de oorspronkelijke initiatiefnemers. Als eigenaar zette Lionarons in 1969 De Vrije Stem van een weekblad om in een dagblad.
Het blad gold als een uiterst kritisch volger van de politiek in Suriname. Die kritische toon werd niet minder fel na de militaire coup van 1980. In 1963 was hij de enige werkgever die R. Dobru na diens ontslag uit gevangenschap als gevolg van een conflict met de regering Pengel in dienst durfde te nemen.
Als ondernemer was Lionarons onder meer initiatiefnemer en eigenaar van Drukkerij Lionarons aan de Dr. J.F. Nassylaan, Vleesverwerkingsbedrijf Gwamba in Paramaribo-Zuid en Slagerij Gwamba aan de Zwartenhovenbrugstraat, het Texaco benzinestation aan het Molenpad, en een landbouwonderneming en kippen- en varkenskwekerij in Saramacca. Tevens was hij de grootste aandeelhouder van de in 1978 opgerichte Mechanische Rijstbouw Maatschappij Coesewijne (M.R.M.C.) en directeur van de Vereniging Surinaams Bedrijfsleven.

### Militaire dictatuur
Na de Sergeantencoup in 1980 werd Lionarons met regelmaat opgebracht voor verhoor. In de nacht van 7 op 8 december 1982 schoten de militairen de drukkerij en kantoren van De Vrije Stem aan de Dr. J. F. Nassylaan 107 in Paramaribo in brand. De volgende nacht werden vijftien tegenstanders van het militaire regime van Desi Bouterse standrechtelijk geëxecuteerd, onder hen ook vier journalisten (bekend als de Decembermoorden). Wilfred Lionarons was op dat moment in Miami en zou ook op de dodenlijst hebben gestaan.

### Ballingschap
Lionarons vestigde zich in Nederland en ging nooit meer terug naar zijn geboorteland. In Nederland continueerde hij als journalist voor Amnesty International zijn werk. Hij bleef de Surinaamse politiek volgen en fel becommentariëren. Dat deed hij ook met talloze stukken en columns in de Weekkrant Suriname, de Allochtonenkrant en de Volkskrant. Van de Weekkrant was hij een tijdlang ook hoofdredacteur. Deze krant kocht hij in november 1983 samen met Ab Judell senior om hem van ondergang te redden. Verder was hij commentator in actualiteitenprogramma's voor radio en televisie.
In Nederland woonachtig ontving hij in 2006 de Kwakoe Award voor zijn verdiensten op sociaal of cultureel gebied, een prijs die gebruikelijk wordt uitgereikt aan een ingezetene van Suriname.